# Лео Фитц
Леопольд Джеймс Фитц (англ. Leopold James Fitz) — персонаж, который появился в Кинематографической вселенной Marvel до появления в Marvel Comics. Персонаж был создан Джоссом Уидоном, Джедом Уидоном и Мориссой Танчароен, и он впервые появился в пилотном эпизоде «Агентов „Щ.И.Т.“» в 2013 году, и его роль постоянно исполнял Иэн Де Кэскер.
В сериале Фитц является одним из ведущих научных умов «Щ.И.Т.а». Его научные знания обширны, и как инженер и изобретатель он разработал многие основные устройства и гаджеты «Щ.И.Т.а». Многие из его сюжетных линий связаны с его отношениями с его лучшей подругой, а позже женой, Джеммой Симмонс. В течение сериала Фитц страдает от многочисленных травм и осознаёт более тёмную и безжалостную сторону своего персонажа. Его тёмное альтер эго обычно известно как Доктор.

## Биография персонажа
В первом сезоне Лео Фитц принят в команду агента «Щ.И.Т.» Фила Колсона в качестве специалиста по инженерным и оружейным технологиям. У него тесная связь с коллегой агентом Джеммой Симмонс, с которой он познакомился в академии «Щ.И.Т.», причём оба являются самыми молодыми выпускниками её научно-технического подразделения. Ближе к концу сезона Фитц и Симмонс запираются в медицинском отсеке для безопасности от беглого агента Гранта Уорда, который выбрасывает устройство в океан. Оказавшись в ловушке, Фитц признаётся в своих чувствах к Симмонс, прежде чем пожертвовать собой, чтобы спасти её. Их спасает Ник Фьюри, но Фитц получает повреждение височной доли в результате недостатка кислорода и остаётся в коме.
Во втором сезоне Фитц сначала борется с технологиями и речью в результате действий Уорда, но со временем снова становится полноправным членом команды. Ближе к концу сезона, когда Фитц договаривается о свидании с Симмонс, оружие Крии под названием «Монолит», которое находится под охраной «Щ.И.Т.а», освобождается от сдерживания и поглощает Симмонс в себя.
В третьем сезоне Фитц приобретает древнееврейский свиток, описывающий Монолит, поглотивший Симмонс, как «Смерть» (ивр. מות‎), что Фитц не может принять. В неведении для него, Симмонс живёт на пустынной чужой планете. Фитц понимает, что Монолит — это портал, и с помощью асгардца Эллиота Рэндольфа и агента «Щ.И.Т.» Дейзи Джонсон, ему удаётся войти в портал, найти Симмонс и успеть спасти её как раз в тот момент, когда сила Дейзи разрушает Монолит. Позже Симмонс рассказывает Фитцу о шести месяцах, которые она провела на пустынной планете. Фитц и Симмонс в конце концов консуммируют свои отношения.
В четвёртом сезоне Фитц обнаруживает, что союзник «Щ.И.Т.а» Холден Рэдклифф создал андроида Аиду, и соглашается помочь усовершенствовать её, хотя изначально скрывал это от Симмонс. Когда сознание Фитца погружается в Скелет, виртуальную реальность, созданную Рэдклиффом, он становится «Доктором», безжалостным вторым во главе «Гидры», и он имеет отношения с Офелией / Мадам Гидрой. После того, как он создаёт для Аиды машину, чтобы стать реальным человеком, Фитцу приходится покинуть Скелет, и он травмирован своим поведением там. Но когда Аида узнаёт, что Фитц не любит её в ответ, она планирует отомстить ему. «Щ.И.Т.у» в конце концов удаётся победить её. Вскоре после этого всех членов команды, кроме Фитца, забирает неизвестная группа.
В пятом сезоне команда была перенесена на космическую станцию в будущем, и остался только Фитц. Фитц взят под стражу военными, но сбежал шесть месяцев спустя с помощью Лэнса Хантера. Хроником Инок помогает ему сбежать в секретный бункер, где Фитц узнаёт, что его оставили, чтобы он мог спасти команду. На борту корабля Инока Фитц впадает в стазис, пока Инок не будит его 74 года спустя, когда они достигают места назначения. После того, как Фитц и команда возвращаются в настоящее, Фитц и Симмонс женятся на церемонии, организованной «Щ.И.Т.ом». Из-за множества стрессовых факторов Фитц испытывает психический раскол, который позволяет его личности «Доктора» из Скелета временно всплыть на поверхность. Во время финальной битвы с Гленном Тэлботом, усиленным гравитонием, Фитц погребён под обломками, а позже найден смертельно раненым, когда его откопали коллеги-агенты Мелинда Мэй и Мак, где он скончался от ран. Симмонс решает найти настоящую версию Фитца, который находится в стазисе на борту корабля Инока.
В шестом сезоне, когда Дейзи и Симмонс возглавляют поиски Фитца, Инок преждевременно освобождает Фитца, когда они подвергаются нападению. Они достигают планеты Китсон, где Фитц и Симмонс воссоединяются, пока убийца Малахи не сбегает с Фитцем. Ради безопасности Фитца, Симмонс сдаётся Атаре, бывшему начальнику Инока, чтобы они вдвоём могли придумать способ путешествия во времени, который намерены использовать хроникомы. Атара запирает Фитца и Симмонс внутри их собственных умов, заставляя их работать вместе, чтобы понять логику путешествий во времени. Их в конечном счёте освобождает Инок, которому удаётся одолеть Атару и её силы. Затем они втроём телепортируются, но снова оказываются на Китсоне, где Фитца и Симмонс от казни спасает наёмница Айзель, которая помогает им вернуться на Землю, в то время как Инок прощается с ними. Айзель считает, что Фитц и Симмонс в заговоре против неё, поэтому она приказывает экипажу своего корабля устранить их. Их двоих в конечном счёте спасает команда, возглавляемая Маком, и они возвращаются на Землю. В то время как «Щ.И.Т.» останавливает Айзель, Фитц и Симмионс попадают в засаду хроникомов-охотников, но их спасает Инок, который помогает им совершить путешествие во времени, а также создать ЖСМ Колсона, чтобы помочь им бороться с охотниками.
В седьмом сезоне, Фитц остаётся позади, в то время как остальная часть команды переносится в прошлое, чтобы остановить вторжение хроникомов на Землю. На протяжении всего путешествия команды Фитц считается пропавшим без вести, но помогает команде в их миссии, тщательно разрабатывая идеальный план выживания команды и всей человеческой расы. Ближе к концу Фитц, наконец, телепортируется с основной линии времени на ответвлённую линию времени после того, как Симмонс собирает устройство. Затем Фитц разрабатывает ещё один план, чтобы вернуть своих друзей и врагов-хроникомов к первоначальной линии времени, чего он успешно добивается. Команда вместе с Фитцем успешно уничтожает план вторжения хроникомов. Фитц и Симмонс воссоединяются со своей дочерью Алией, а год спустя решают уйти из «Щ.И.Т.», чтобы растить Алию.

## Концепция и создание
В ноябре 2012 года Иэн Де Кэскер получил роль Лео Фитца. После травм, полученных Фитцем в конце первого сезона, сериал начал заниматься травмой головного мозга, как объяснил Де Кэскер: «С самого начала, ещё до того, как я узнал об этом, у сценаристов была идея, и они провели много исследований с врачами. Когда я узнал об этом, я провёл собственное исследование и сопоставил его вместе. Это просто то, что никогда не следует упрощать. Травма головного мозга — это реальная и серьёзная вещь для многих людей, поэтому мы просто должны постоянно относиться к ней с уважением. Мы всё время говорим об этом. Даже если вы этого не видите или это не очевидно, в наших головах всегда есть что-то, что мы продолжаем делать. Это осознание того, что вы никогда не станете полностью лучше, речь идёт о том, чтобы принять новую сторону себя и заставить её работать в мире, в котором вы находитесь. Я предполагаю идею лечения — я не знаю, может ли это произойти». Для дизайна костюмов Фитца Фоули старалась сделать так, чтобы его одежда отражала его индивидуальность, не «становясь слишком клишированным… мы пытаемся воспроизвести его „стиль наследия“… используя классические детали дизайна, такие как пейсли и кожаные нашивки на локтях, и смешивая их с различными пледами». Персонаж является шотландцем.
Несмотря на то, что он был объявлен как член основного актёрского состава в седьмом сезоне, Де Кэскер не появляется в первых десяти эпизодах, так как он был занят в другом проекте, когда начались съёмки сезона. Он впервые появляется в сценах-флэшбэках в эпизоде «Прекрасный новый день», и он был указан в качестве приглашённой звезды за свое появление.

## Описание
Де Кэскер, описывая персонажа, сказал, что «у Фитца такой забавный характер. Он очень увлечён тем, что делает. Поэтому в те моменты, когда… Я не думаю, что он тот, кто действительно очень быстро реагирует на эмоции; он на самом деле не так хорошо понимает эмоции». У Фитца много взаимодействия с Симмонс в сериале, и Де Кэскер объясняет: «Мой персонаж, он инженер, поэтому он занимается компьютерной и технической стороной всего. Он поглощён этим миром, и он очень тесно сотрудничает с Симмонс, которая занимается биохимией. У них такая странная химия, и они просто очень странно подходят друг другу». Что касается меняющейся динамики с течением времени между Фитцем и Симмонс, Де Кэскер сказал: «Я полагаю, что с начала второго сезона до середины сезона они стали намного сильнее как личности, я думаю. Но я думаю, что они всё ещё заботятся друг о друге и очень нуждаются друг в друге, и они также лучше работают вместе, когда они вместе. Но я думаю, что есть много вещей, которые ещё не были сказаны и, надеюсь, выйдут наружу, некоторые конфликты, которые всё ещё кипят». Фитц также развивает тесную дружбу с Альфонсо «Маком» Маккензи, начиная с того момента, когда последний присоединяется к актёрскому составу во втором сезоне.

## Реакция
Делая обзор к эпизоду первого сезона «0-8-4», Эрик Голдман из IGN подверг критике недостаточное развитие большинства главных героев, в частности Фитца и Симмонс, как он сделал с пилотным эпизодом. Тем не менее, он был более позитивен, делая обзор для «ФЗЗТ», хваля его за то, что он, наконец, дал «столь необходимое» развитие им обоим. TVLine назвал Де Кэскера «Исполнителем недели» за неделю 27 сентября 2015 года за его выступление в эпизоде «Законы природы», особенно за финальную сцену эпизода.

## Другие появления

### Комиксы
Фитц дебютировал в Marvel Comics в «S.H.I.E.L.D.» том 3 #1, где он был адаптирован для комиксов Марком Уэйдом и Карлосом Пачеко. Он присоединяется к команде Фила Колсона, чтобы вернуть Меч Уру, древнее оружие, принадлежавшее Хеймдаллу. Он связался с Виженом, помогая Хеймдаллу справиться с инопланетным камнем, который овладел им. Затем Фитц передал камень Джемме Симмонс для анализа.
Его следующим заданием была защита Виккана от человека, у которого были специальные пули, которые могли нанести вред пользователям магии. С помощью Алой Ведьмы команда отправилась в Антарктиду, чтобы найти источник, и сумела победить людей, которые делали пули. Однако Дормамму завладел Фитцем и застрелил Алую Ведьму. После того как Дормамму потерпел поражение, Фитц пришёл в себя.
Он стал частью тщательно разработанного плана Колсона по извлечению Квантового привода у агентов «Гидры». Впоследствии Мария Хилл начала подозревать, что среди них есть предатель, и наняла Электру, чтобы вынюхать его. Поскольку Колсон отсутствовал, Фитц не мог быть защищён им и был вынужден бежать, когда Электра обвинила его в предательстве. Он встречается с Колсоном, которого Электра забирает обратно в «Щ.И.Т.», и убегает с Дрожью. Вместе они объявляют генерала Министерства обороны Страковского предателем, и Фитца, вместе с Колсоном и Дрожью, восстанавливают в «Щ.И.Т.».

### Веб-сериал
Лео Фитц появляется в цифровом сериале «Агенты «Щ.И.Т.»: Йо-Йо», где Иэн Де Кэскер вернулся к своей роли.

### Видеоигра
Фитц появляется в качестве игрового DLC-персонажа в «LEGO Marvel’s Avengers».

### Анимация
Фитц появляется в эпизоде «Lizards» в четвёртом сезоне мультсериала «Великий Человек-паук», где его озвучивает Де Кэскер.